# Margarinotus hailar
Margarinotus hailar är en skalbaggsart som beskrevs av Wenzel 1944. Margarinotus hailar ingår i släktet Margarinotus och familjen stumpbaggar. Inga underarter finns listade i Catalogue of Life.